# Hernandaria
Hernandaria is een geslacht van hooiwagens uit de familie Gonyleptidae.
De wetenschappelijke naam Hernandaria is voor het eerst geldig gepubliceerd door Sørensen in 1884. 

## Soorten
Hernandaria omvat de volgende 4 soorten:
- Hernandaria calcarata
- Hernandaria heloisae
- Hernandaria scabricula
- Hernandaria setulosa